# Bisserup
Bisserup is een plaats in de Deense regio Seeland, gemeente Slagelse. De plaats telt 550 inwoners (2008).